# Проект каналу Бен-Гуріона

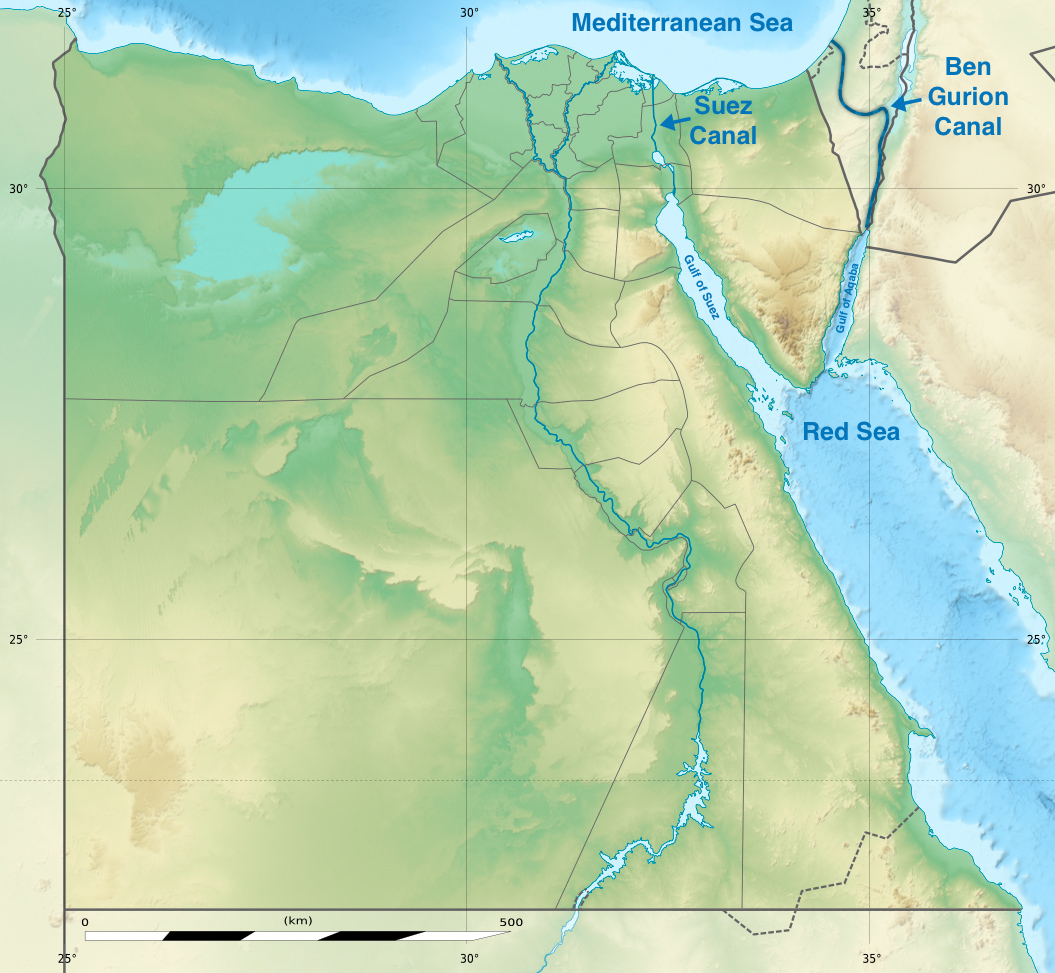
Канал Бен-Гуріона в порівнянні з Суецьким каналом

Проєкт каналу Бен-Гуріон -ізраїльський канал, пропонований до будівництва на території держави Ізраїль. Він з'єднує Акабську затоку із Середземним морем. Давид Бен-Гуріон, на честь якого названо канал, вважається батьком-засновником Ізраїлю і першим прем'єр-міністром країни. Канал може скласти конкуренцію Суецькому каналу, що проходить через Єгипет. За свою історію Суецький канал пережив чимало збурень, включно з ізраїльською блокадою Суецького каналу і Тиранської протоки, закриттям Суецького каналу (1956-1957рр.), закриттям Суецького каналу(1967-1975рр.), а також закриттям Суецького каналу 2021 року, що становило б приблизно третину Суецького каналу завдовжки 120,1 милі (193,3км), або близько 182 миль(292,9км). Вартість будівництва Ізраїльського каналу оцінюється в суму від 16 до 55 млрд. доларів. 

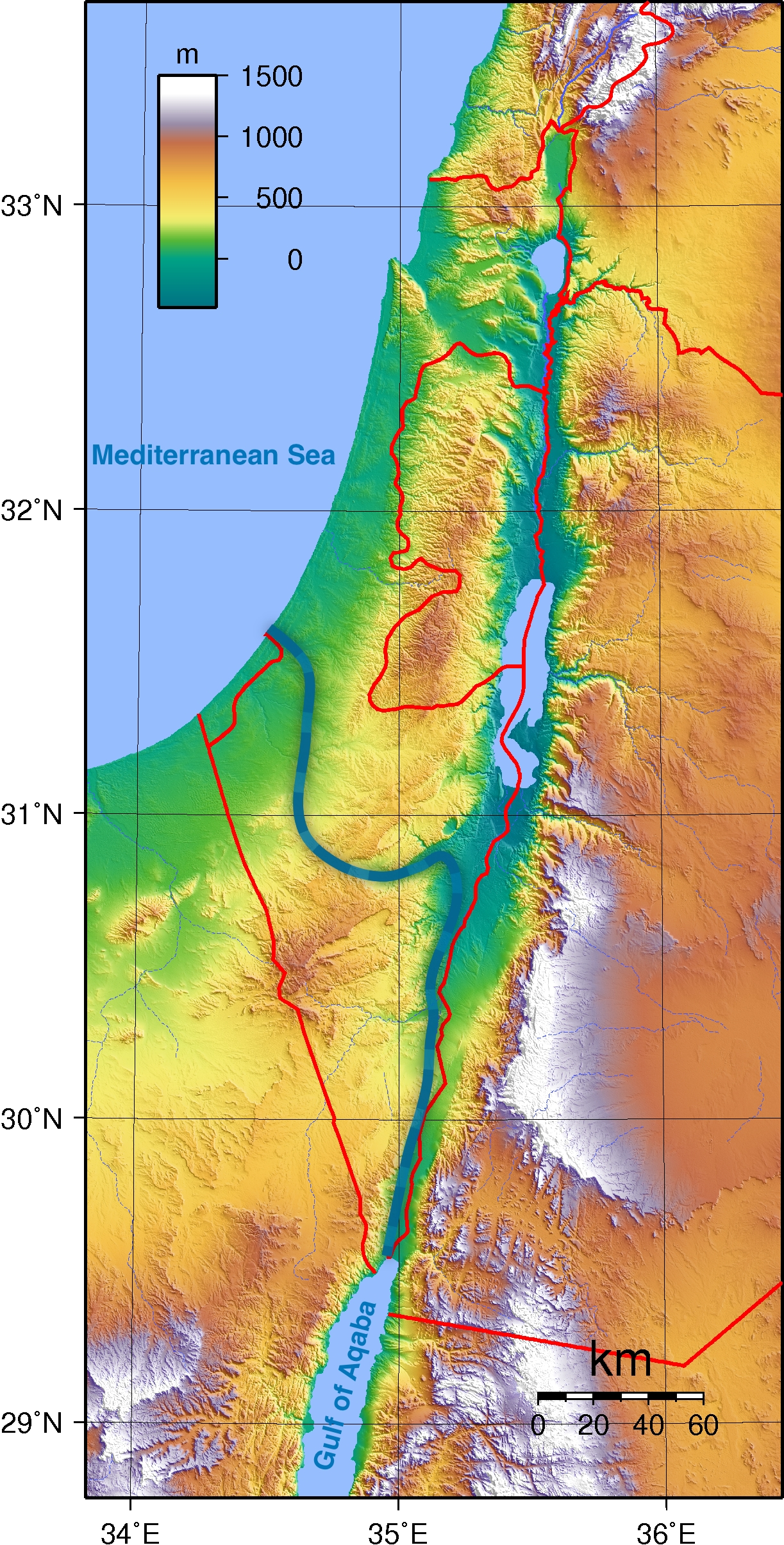
Фізична карта каналу Бен-Гуріона

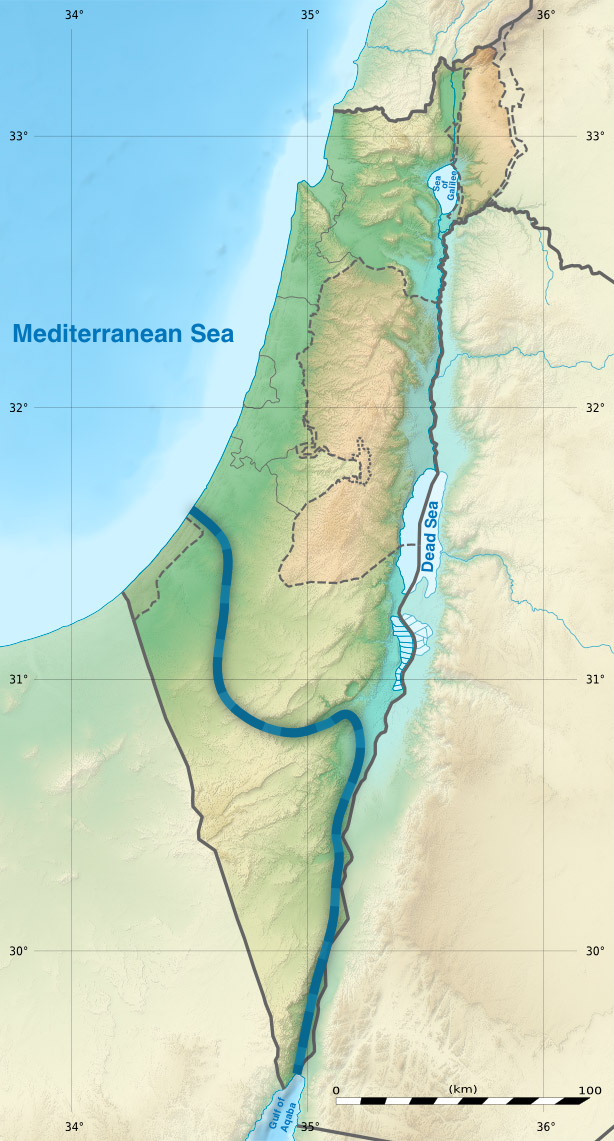
Топографічна карта каналу Бен-Гуріона

## Маршрут
Починаючись від північного краю Акабської затоки, вона проходить через ізраїльське портове місто Ейлат на ізраїльсько-йорданському кордоні, триває близько 100 км Арабською долиною між горами Негев і Йорданським нагір'ям, повертає на захід перед басейном Мертвого моря та Мертвим морем, через долину гір Негев на висоті 430,5м над рівнем моря  потім знову йде на північ до сектору Газа. Вона обходить Середземне море і вливається в нього.

## Фотографії NASA
|  |  |  |

## Початковий план 1963 року

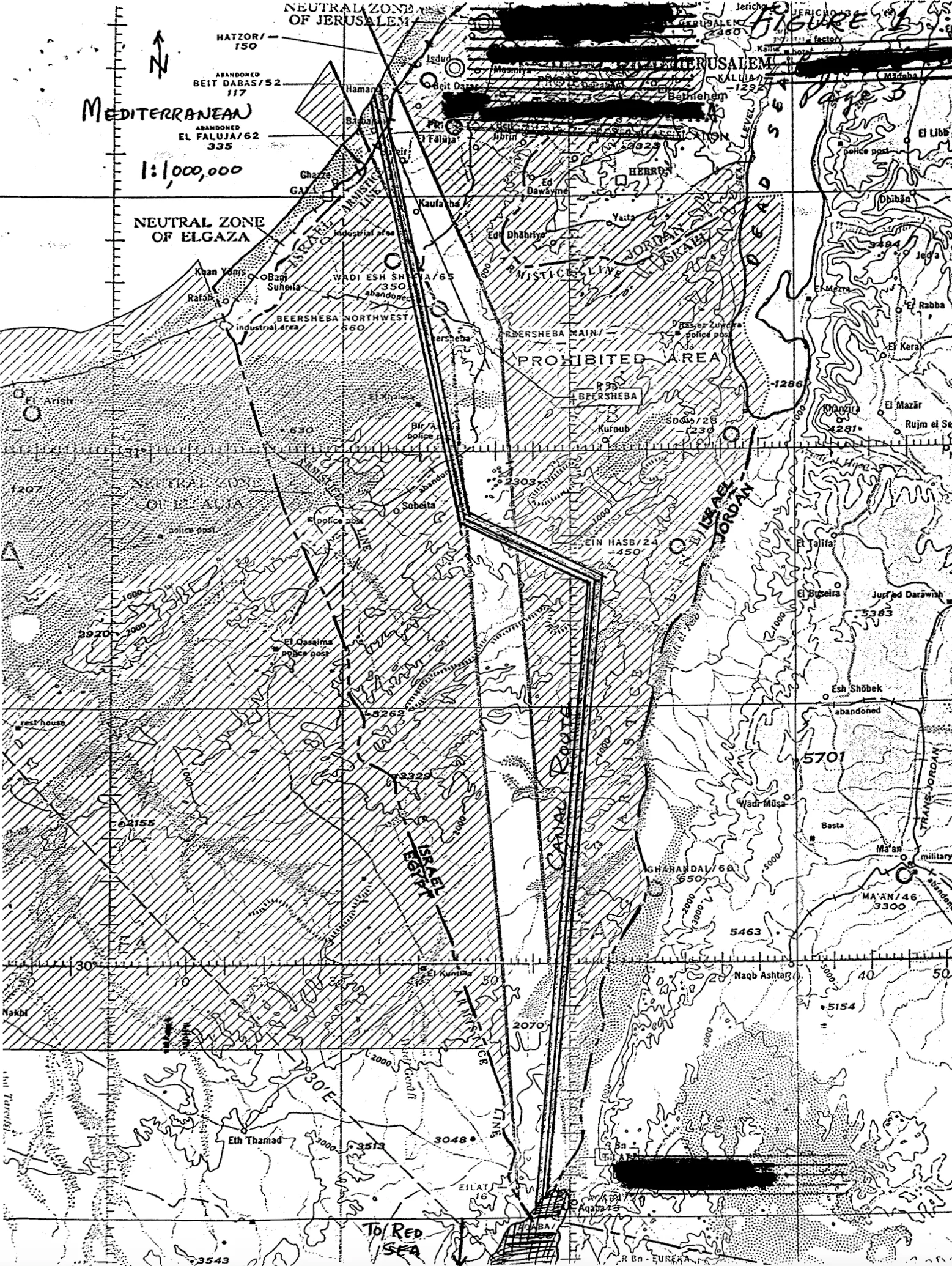
Один з досліджених шляхів проходив по прямій лінії через пагорби пустелі Негев, інший шлях йшов на північ через долину Араба і прорізав на захід перед басейном Мертвого моря через пагорби та знову викривлявся на північ над сектором Газа.

У липні 1963 року Міністерство енергетики США та Ліверморська національна лабораторія імені Лоуренса підготували секретний документ, в якому виклали плани використання 520 надсекретних ядерних вибухів під час буріння на пагорбах пустелі Негев. Документ був розсекречений у 1993 році.  

## Дохід від Суецького каналу
Суецький канал встановив новий рекорд з річним оборотом 9,4 мільярда доларів США за фінансовий рік, що закінчився 30 червня 2023 року.

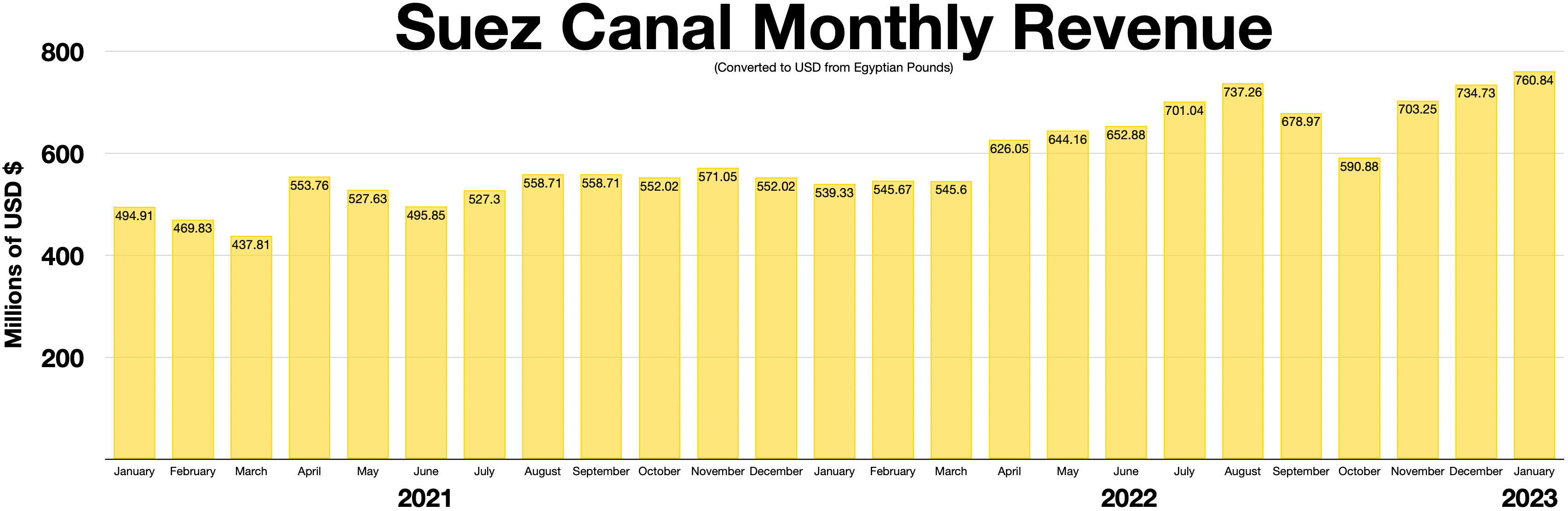
Щомісячний дохід від Суецького каналу у доларах США

## Дивись також
- Арабо-ізраїльський конфлікт
- Тайський канал
- Нікарагуанський канал
- Сулавесський канал
- Мертве море
- Річка Йордан
- Пустеля Негев
- Водний транспорт Червоне море – Мертве море
- Швидкісна залізниця до Ейлата
- Список міжокеанських каналів
- Список місць на суші з висотами нижче рівня моря